# Diều (giải phẫu học)

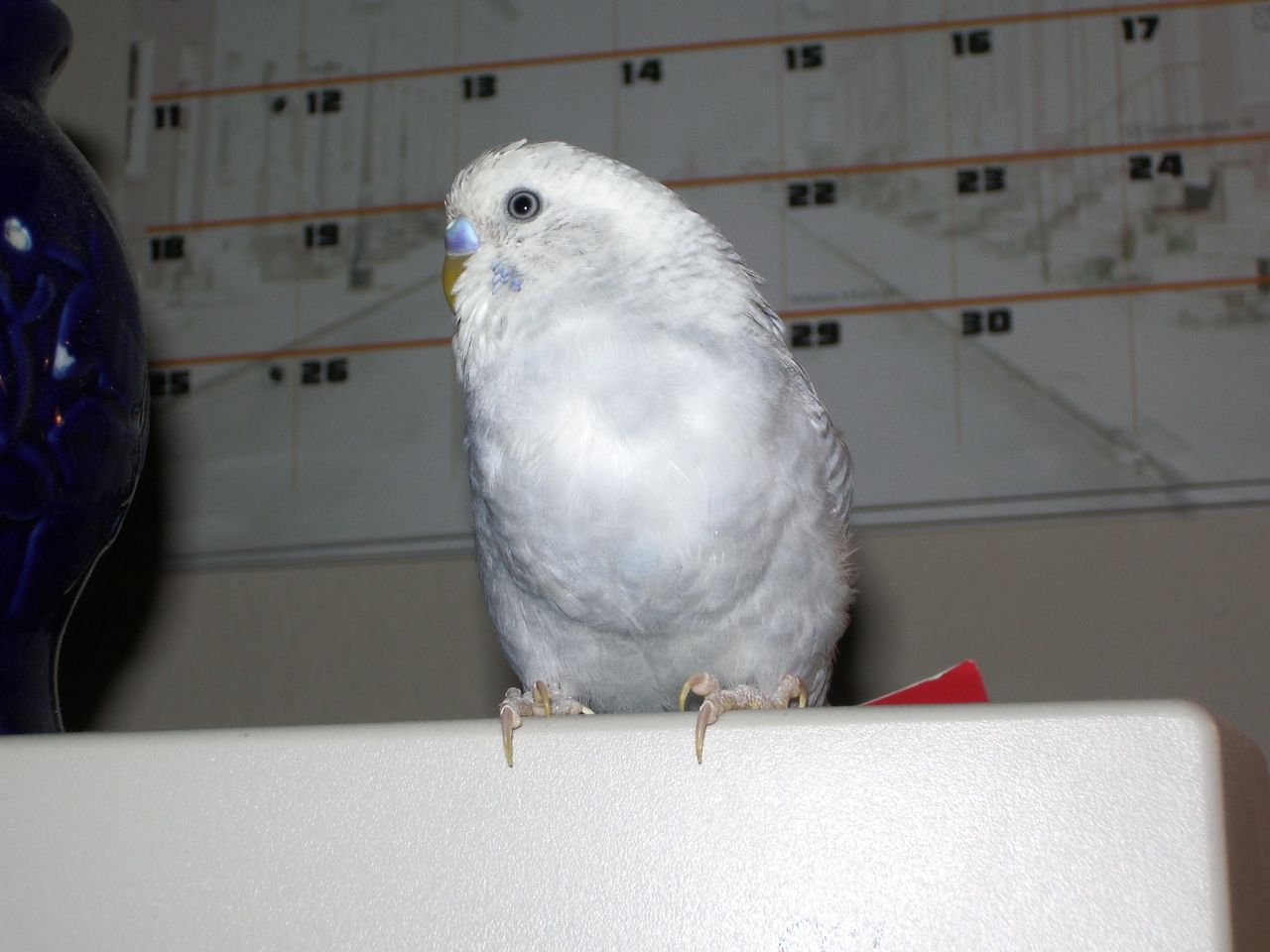
Giống két uyên ương với diều to khi ăn đầy thức ăn.

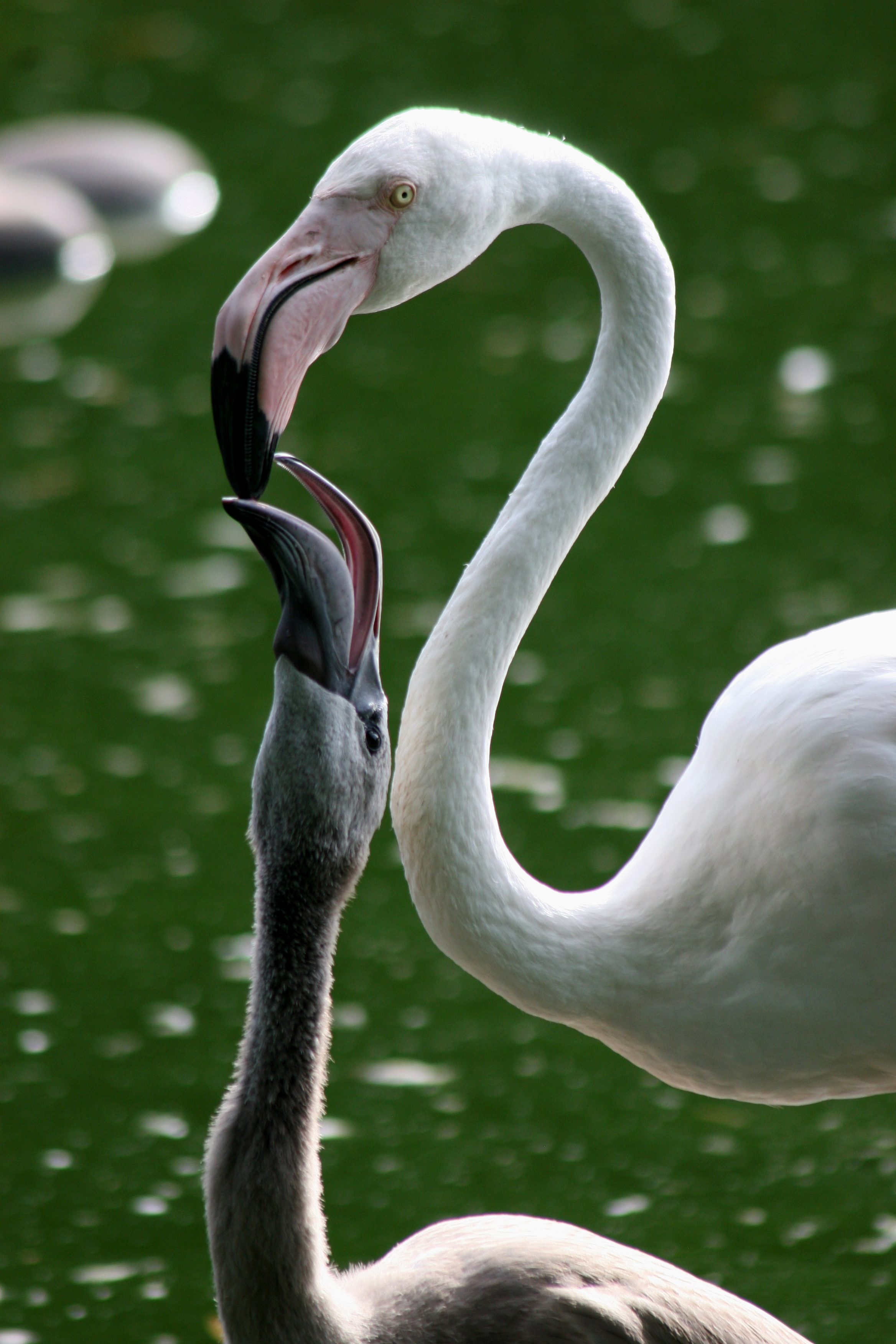
Con hồng hạc lớn trong Vườn thú Basel được nuôi bằng sữa.

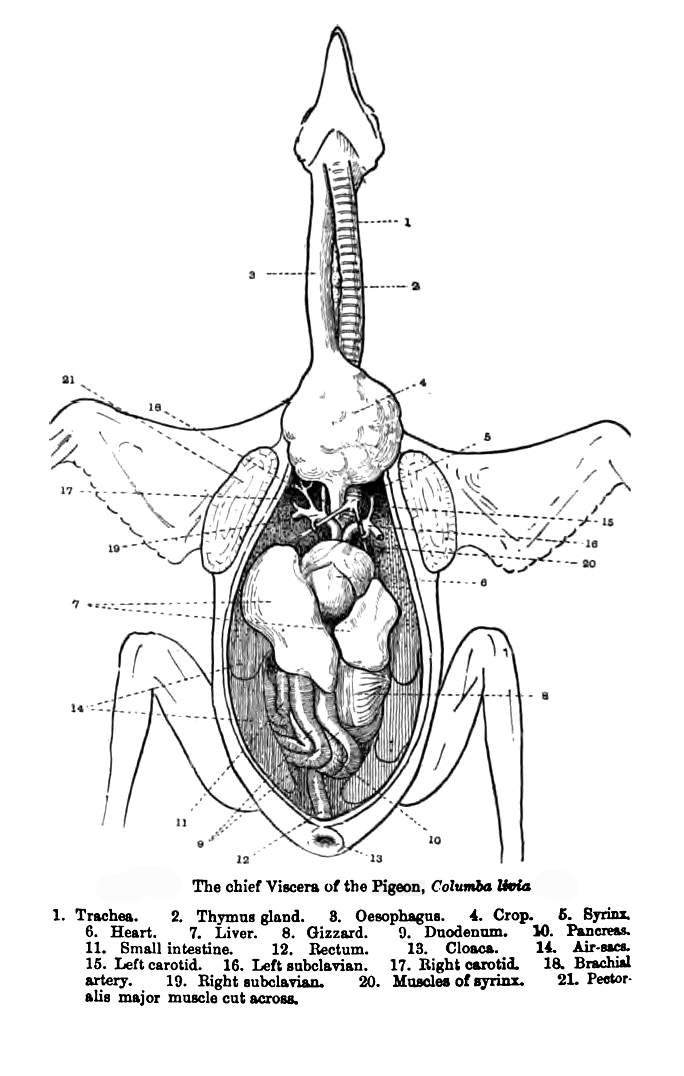
Bản vẽ cơ quan của một con chim.

Diều (hay còn gọi là bầu diều) là một bộ phận của hệ thống tiêu hóa và là phần giãn nở của thực quản. Cơ quan này được tìm thấy trong rất nhiều ngành động vật. Nó có ở chim, bò sát không bay, động vật không xương sống như giun đất, đỉa và côn trùng.
Ong sau khi hút phấn hoa sẽ chứa tạm ở diều.

## Cấu tạo ở cá sấu
Diều là một bộ phận của hệ thống tiêu hóa và là phần giãn nở của thực quản cách cuống họng cỡ 30 cm nơi thức ăn được dự trữ (tạm thời) và "làm mềm" bằng dịch vị và nước bọt từ miệng trước khi đi vào dạ dày.
Diều thường bị chướng vì không thể đẩy thức ăn qua dạ dày và thức ăn tồn đọng tại diều quá lâu. Bên cạnh việc thiếu chất, diều còn bị chướng (đôi khi rất to), gà thường bỏ ăn uống và trở nên rất yếu.